# Bacillochilus xenostridulans
Bacillochilus xenostridulans là một loài nhện trong họ Theraphosidae. Chúng được miêu tả năm 2010 bởi Gallon.